# Kazuya Miyahara
Kazuya Miyahara (jap. 宮原 和也, Miyahara Kazuya; * 22. März 1996 in Hiroshima, Präfektur Hiroshima) ist ein japanischer Fußballspieler.

## Karriere

### Verein
Kazuya Miyahara erlernte das Fußballspielen in der Jugendmannschaft von Sanfrecce Hiroshima. Hier unterschrieb er 2013 seinen ersten Profivertrag. Der Verein aus  Hiroshima, einer Hafenstadt im Südwesten der japanischen Hauptinsel Honshū, spielte in der höchsten Liga des Landes, der J1 League. 2013 und 2015 feierte er mit Hiroshima die japanische Fußballmeisterschaft. Den japanischen Supercup gewann er 2013, 2014 und 2016. Von 2014 bis 2015 spielte er siebenmal in der J.League U-22 Auswahl. Diese Mannschaft, die in der dritten Liga, der J3 League, spielte, setzte sich aus den besten Nachwuchsspielern der höherklassigen Vereine zusammen. Das Team wurde mit Blick auf die Olympischen Sommerspiele 2016 in Rio de Janeiro gegründet. Die Auswahl der Spieler erfolgte auf wöchentlicher Basis aus einem Pool, für den jeder Verein förderungswürdige Talente benennen konnte; die Zusammensetzung der Mannschaft variierte daher sehr stark von Spiel zu Spiel. Nach 76 Erstligaspielen verließ er Kashiwa und schloss sich im Juli 2018 Nagoya Grampus. Der Verein aus der Hafenstadt Nagoya spielte ebenfalls in der ersten Liga. Die Saison 2017 und 2018 spielte er auf Leihbasis bei Nagoya Grampus in Nagoya. 2017 spielte der Verein in der zweiten Liga, der J2 League. Ende 2017 wurde der Club dritter der Liga und stieg in die erste Liga auf. Nach Ende der Ausleihe wurde er 2019 von Nagoya fest verpflichtet. Am 30. Oktober 2021 stand er mit Nagoya im Finale des J. League Cup. Das Finale gegen Cerezo Osaka gewann man mit 2:0. Nach sechs Spielzeiten verließ er im Januar 2023 den Verein und schloss sich dem Zweitligisten Tokyo Verdy an. Am Ende der Saison 2023 wurde er mit Verdy Tabellendritter. In den Aufstiegsspielen konnte man sich durchsetzen und stieg in die erste Liga auf.

### Nationalmannschaft
Kazuya Miyahara spielte 2013 dreimal in der japanischen U17–Nationalmannschaft.

## Erfolge
Sanfrecce Hiroshima
- Japanischer Meister: 2013, 2015

- Japanischer Pokalfinalist: 2013

- Japanischer Ligapokalfinalist: 2014

- Japanischer Supercup-Sieger: 2013, 2014, 2016

Nagoya Grampus
- Japanischer Ligapokalsieger: 2021